# 库利杜尔
库利杜尔（羅馬化：Kulʹdur）是俄罗斯犹太自治州的市级镇，属奥布卢奇耶区，位于比拉河流域内库利杜尔河畔，在区行政中心奥布卢奇耶东北、自治州首府比罗比詹西偏北方。
该地2021年人口有1,304人；2010年人口1,609；2002年人口1,957；1989年人口4,132。